# ریبایات حسین
ریبایات حسین (زادهٔ ۱۹۸۱) کارگردان، نویسنده و تهیه‌کننده فیلم بنگلادشی است. او فیلم‌های «مهرجان» (۲۰۱۱)، «در حال ساخت» (۲۰۱۵) و «ساخت بنگلادش» (۲۰۱۹) را ساخته‌است.
آثار حسین منعکس کننده واقع گرایی اجتماعی است و از لنز فمینیستی برای ساختارشکنی در سینما استفاده می‌کند.